# يوهان بانير

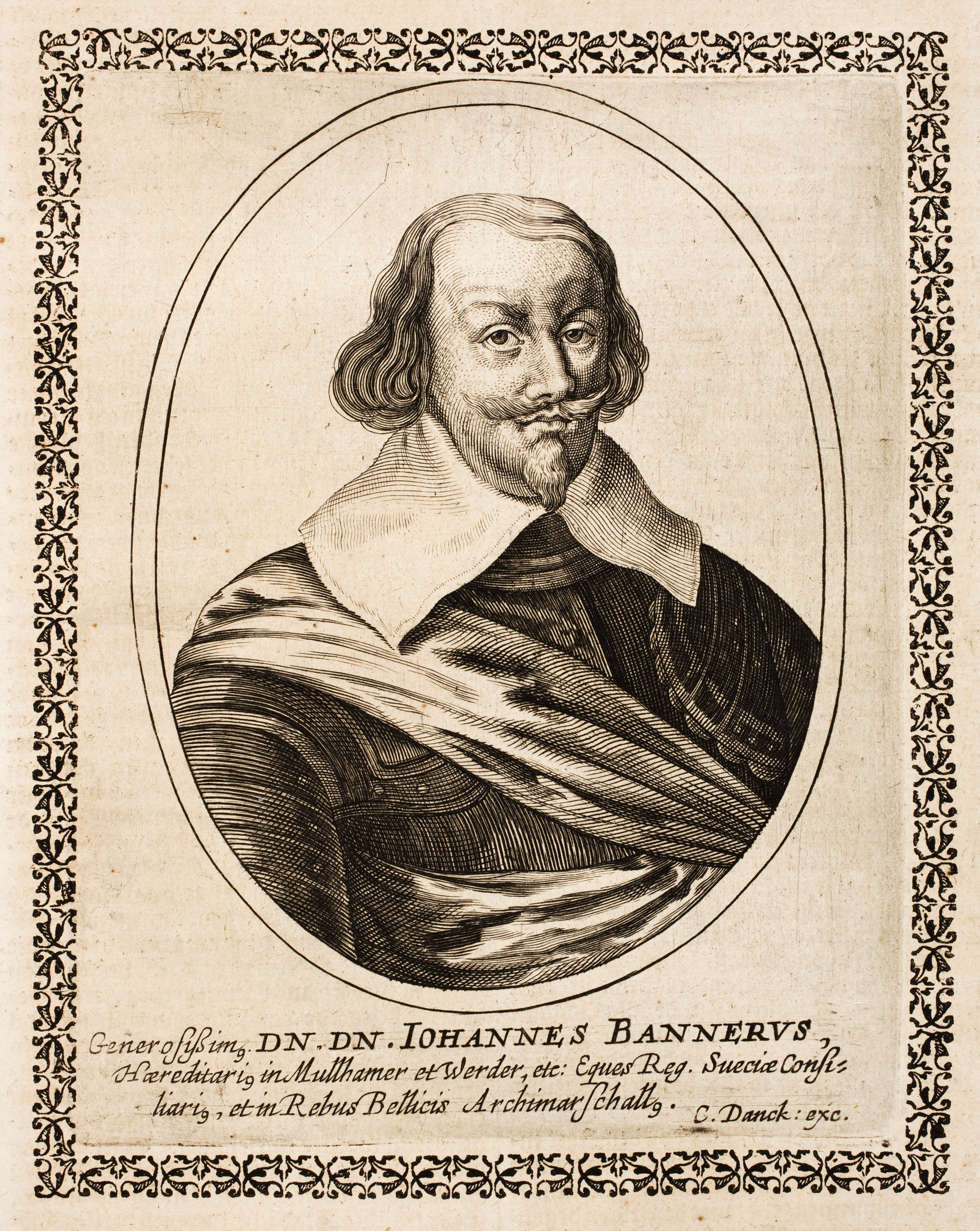
نقش ليوهان بانير

يوهان بانير (بالسويدية: Johan Banér)‏ (23 حزيران / يونيه 1596 – 10 مايو 1641) مشير سويدي في حرب الثلاثين عاما.

## النشأة
ولد يوهان بانير في قلعة ديورزهولم في أبلاند.[بحاجة لمصدر]

## المهنة العسكرية
انضم إلى الجيش السويدي في 1615 وشارك في الحصار السويدي بسكوف خلال حرب انجاريا، فاثبت انه بشكل استثنائي شاب شجاع.[بحاجة لمصدر]
 وقد شارك في حروب ضد روسيا و بولندا أصبحت رتبته عقيد في سن ال25.[بحاجة لمصدر]
في عام 1630 ،ذهب غوستافوس أدولفوس إلى ألمانيا كواحد من رأساء الملك، فخدم في حملة شمال ألمانيا، في معركة برايتنفلد قاد الجناح الأيمن للفرسان السويدييين.كان حاضرا في احتلال اوغسبورغ و أيضا ميونيخ.

## الأسرة
تمكن أبنهم من ان يصبح كونت.